# Antun Lisec

Antun Lisec (Požega, 6. lipnja 1957. – Požega, 1. lipnja 2019.) bio je hrvatski liječnik, kirurg i pro-life aktivist.
Rodio se u Požegi 6. lipnja 1957. godine. Gimnaziju je pohađao u Makarskoj i Osijeku da bi naposljetku maturirao u Požegi. Medicinski fakultet završio je u Rijeci 1981. godine. Bavio se općom kirurgijom, koju je specijalizirao.
Cijeli svoj život posvetio je nerođenima i borbi protiv pobačaja. Jedan je od prvih liječnika i pro-life aktivista u Hrvatskoj, koji se sustavno zalagao za kulturu života, poštivanje ljudskog života i protiv pobačaja, kontracepcije i umjetne oplodnje. Napisao je i u vlastitoj nakladi tiskao na tisuće letaka, koji su promicali katolički pogled na pobačaj i spolnost. Održao je brojna predavanja na te teme, gostovao u radijskim emisijama i pisao za medije. Objavio je nekoliko knjiga. Sudjelovao je u osnivanju i radu „Hrvatskoga pokreta za život i obitelj” te je osnovao i vlastitu udrugu “Pro-Vita”. 
U svome radu bio je najbliži suradnik mons. Marka Majstorovića iz Slavonskoga Broda, kojeg su u vrijeme Domovinskog rata nazivali “dobrotvorom Slavonije”.